# Kościół Trójcy Świętej w Jeleniowie
Kościół Trójcy Świętej w Jeleniowie – zabytkowy kościół we wsi Jeleniów (województwo dolnośląskie).
Kościół filialny parafii w Lewinie Kłodzkim z 1699, 1950.